# کرومیل کلرید
کرومیل کلرید (به انگلیسی: Chromyl chloride) با فرمول شیمیایی CrO۲Cl۲ یک ترکیب شیمیایی با شناسه پاب‌کم ۲۲۱۵۰۷۵۷ است. که جرم مولی آن ۱۵۴٫۹۰۰۸ g/mol می‌باشد. شکل ظاهری این ترکیب، مایع قرمز است.